# Lesley Ann Warren
Lesley Ann Warren (New York, 16 augustus 1946) is een Amerikaans actrice van Russische afkomst. Zij werd in 1983 voor een Academy Award genomineerd voor haar bijrol als Norma Cassady in Victor Victoria. Voor het spelen van Marja Fludjicki in de miniserie Harold Robbins' 79 Park Avenue won Warren in 1978 daadwerkelijk een Golden Globe. Voor deze prijs werd ze nog verschillende keren genomineerd, maar in 1995 ook voor de Razzie Award voor 'slechtste bijrolspeelster', voor de thriller Color of Night.
Warren debuteerde in 1967 op het witte doek als Cordy in The Happiest Millionaire. Het bleek haar eerste van ruim veertig filmrollen, meer dan zeventig inclusief die in televisiefilms. Ze speelde daarnaast wederkerende personages in verscheidene televisieseries, o.a.in 1980 in de tv miniserie ‘Beulah land’. De meeste daarvan komen voor in een handvol afleveringen, maar haar rollen als Dana Lambert in Mission: Impossible en als Jinx Shannon in In Plain Sight duurden aanzienlijk langer.
Warren trouwde in 2000 met Ronald Taft, haar tweede echtgenoot. Eerder was ze getrouwd met filmproducent Jon Peters (1967-1974), met wie ze in 1968 zoon Christopher kreeg.

## Filmografie
*Exclusief 25+ televisiefilms
| - The Diagnosis (2008) - 10th & Wolf (2006) - Miracle Dogs Too (2006) - The Shore (2005) - Deepwater (2005) - When Do We Eat? (2005) - Constellation (2005) - My Tiny Universe (2004) - Secretary (2002) - The Frenchman (2002) - The Quickie (2001) - Delivering Milo (2001) - Losing Grace (2001) - The Myersons (2001) - Trixie (2000) - Ropewalk (2000) - Teaching Mrs. Tingle (1999) - Twin Falls Idaho (1999) - The Limey (1999) - Ri¢hie Ri¢h's Christmas Wish (1998) - All of It (1998) - Love Kills (1998) | - Going All the Way (1997) - The First Man (1996) - Bird of Prey (1995) - Color of Night (1994) - Pure Country (1992) - Life Stinks (1991) - 27 Wagons Full of Cotton (1990) - Worth Winning (1989) - Cop (1988) - Baja Oklahoma (1988, televisiefilm) - Burglar (1987) - Clue (1985) - Songwriter (1984) - Choose Me (1984) - A Night in Heaven (1983) - Victor Victoria (1982) - Race for the Yankee Zephyr (1981) - Harry and Walter Go to New York (1976) - Pickup on 101 (1972) - The One and Only, Genuine, Original Family Band (1968) - The Happiest Millionaire (1967) |

## Televisieseries
*Exclusief eenmalige gastrollen
- In Plain Sight - Jinx Shannon (2008-2009, zestien afleveringen)
- Will & Grace - Tina (2001-2006, vier afleveringen)
- Desperate Housewives - Sophie Bremmer (2005, zes afleveringen)
- Crossing Jordan - Arlene Lebowski (2002-2005, twee afleveringen)
- The Practice - Sylvia Bakey (2003, twee afleveringen)
- Pearl - Dr. Carol Lang (1978, drie afleveringen)
- S.W.A.T. - Linda (1975, twee afleveringen)
- Mission: Impossible - Dana Lambert (1970-1971, 23 afleveringen)
- Dr. Kildare - Bonda Jo Weaver (1966, vier afleveringen)

- Bibsys: 5019721
- Biblioteca Nacional de España: XX1316984
- Bibliothèque nationale de France: cb13901015d (data)
- Gemeinsame Normdatei: 142253871
- International Standard Name Identifier: 0000 0000 8113 8255
- Library of Congress Control Number: n94092414
- MusicBrainz: 85698487-a6f0-4c07-b5dd-a2e53db48998
- Nationale Bibliotheek van Tsjechië: xx0218323
- Nationale Bibliotheek van Israël: 987007334877605171
- Nationale Bibliotheek van Polen: a0000001283559
- Nederlandse Thesaurus van Auteursnamen: 072697423
- Réseau des bibliothèques de Suisse occidentale: 02-A003958826
- SNAC: w62z1brg
- Système universitaire de documentation: 079452132
- Virtual International Authority File: 34644870
- WorldCat: E39PBJfh7QWckWPrCXtfy8VjYP